# 第153回国会
第153回国会（だい153かいこっかい）とは、2001年（平成13年）9月27日に召集された臨時国会である。会期は12月7日までの72日間。
4月24日の自民党総裁選挙において選ばれた小泉純一郎総裁による内閣が最初に臨んだ臨時国会である。

## 概要
第153回国会は、9月11日のアメリカ同時多発テロ事件やBSE問題などを受けて召集され、テロ特措法の成立が最大の焦点となった。なお、国会召集当日に内閣総理大臣（首相）であった小泉純一郎は、所信表明演説を行った。

## 審議された主要な法案
国会で重要法案と指定された法案は太字で示す。
- テロ対策特別措置法案
- 自衛隊法改正案

警護出動の新設および防衛秘密の漏洩に関して、民間人が処罰の対象に加えられた。
- 海上保安庁法改正案

能登半島沖不審船事件を受けて、海上保安官が武器を使用して人に危害を加えた場合の違法性阻却事由について改正が行われ、全会一致で可決した。
- 中小企業信用保険法改正案
- 金融再生法改正案

## 各党・会派の議席数
2001年9月27日時点。
| - 自由民主党 - 239 - 民主党・無所属クラブ - 126 - 公明党 - 31 - 自由党 - 22 - 日本共産党 - 20 - 社会民主党・市民連合 - 19 - 保守党 - 7 - 21世紀クラブ - 3 - 無所属 - 11 | - 自由民主党・保守党 - 115 - 民主党・新緑風会 - 60 - 公明党 - 24 - 日本共産党 - 20 - 社会民主党・護憲連合 - 8 - 自由党 - 8 - 無所属の会 - 6 - 各派に属しない議員 - 5 |